# Lê Trung Hải
Lê Trung Hải (sinh năm 1957), là một sĩ quan cấp cao trong Quân đội nhân dân Việt Nam, hàm Thiếu tướng, Giáo sư, Tiến sĩ, Nhà giáo Ưu tú, Bác sĩ cao cấp, nguyên là Ủy viên Thường vụ Đảng uỷ, Phó Cục trưởng Cục Quân y, Phó Chủ tịch kiêm Trưởng Tiểu ban Ngoại khoa - Hội đồng Khoa học Y học Quân sự, Bộ Quốc phòng Việt Nam. Ông hiện là Giám đốc chuyên môn của Bệnh viện Đa khoa Hà Nội, Hiệu trưởng Trường Cao đẳng Y Hà Nội, Chủ tịch Hội Gan mật Việt Nam (VASLD), Chủ tịch Phân hội Phẫu thuật Gan mật tụy Việt Nam (VSHBPS), Thành viên Hội Phẫu thuật Gan mật tụy Quốc tế (IHPBA), Trưởng ban Ung thư Lực lượng Vũ trang, Ủy viên Thường vụ BCH Tổng hội Y học Việt Nam.

## Thân thế và sự nghiệp
Ông sinh năm 1958 tại Hà Nội
Từ năm 1980, là Bác sĩ Nội trú Ngoại khoa tại Học viện Quân y
Từ năm 1991 đến năm 2000, là Phó Chủ nhiệm Bộ môn Ngoại chung, Học viện Quân y
Từ năm 2000 đến năm 2008, là PGS.TS, Chủ nhiệm Khoa Ngoại bụng, Bệnh viện Quân y 103, Học viện Quân y.
Từ năm 2008 đến năm 2013, là GS.TS, Nhà giáo ưu tú, Ủy viên Thường vụ Đảng uỷ Bệnh viện, Phó Giám đốc Ngoại của Bệnh viện Quân y 103.
Từ năm 2013, là GS.TS, Bác sĩ Cao cấp, Phó Cục trưởng Cục Quân y, Bộ Quốc phòng.
Thiếu tướng Quân đội nhân dân Việt Nam (2014).
Ủy viên Thường vụ Đảng uỷ Cục Quân y (2015).
Phó Chủ tịch kiêm Trưởng Tiểu ban Ngoại khoa - Hội đồng Khoa học Y học Quân sự, Bộ Quốc phòng (2016).
Tổng giám đốc kiêm Giám đốc chuyên môn của Bệnh viện Đa khoa Hà Nội (2017).
Hiệu trưởng Trường Cao đẳng Y dược Hà Nội (2018).
Chủ tịch Hội Gan mật Việt Nam (2018).
Chủ tịch Phân hội Phẫu thuật Gan mật tụy Việt Nam (2018).
Ủy viên BCH Tổng hội Y học Việt Nam (2018).
Thành viên Hội Phẫu thuật Gan mật tụy Quốc tế và Châu Á - Thái Bình Dương (2019)
Hiệu trưởng Trường Cao đẳng Y Hà Nội (2023)

## Đào tạo và hướng dẫn khoa học
- Đã được đào tạo Ngoại khoa Sau đại học tại Đức (1988-1990), đào tạo và nghiên cứu về Ghép tạng tại Đài Loan (1993 - 1994) và Nhật Bản (2002), đào tạo Sau Tiến sĩ tại Hoa Kỳ (1999) và tham gia nhiều hội nghị, hội thảo khoa học tại nhiều nước.
- Ngoại ngữ: tiếng Anh (trình độ D), tiếng Đức (D), tiếng Nga (C), tiếng Pháp (B).
- Đã hướng dẫn bảo vệ thành công 7 tiến sĩ, 27 thạc sĩ, 14 bác sĩ chuyên khoa cấp II; Chủ biên và tham gia biên soạn 12 sách giáo khoa, sách chuyên khảo và sách tham khảo; Chủ trì và tham gia 10 đề tài cấp Bộ và cấp Nhà nước; Đã công bố trên 80 bài báo khoa học, có nhiều báo cáo khoa học quốc tế.

## Thành tích
- Giải thưởng Hồ Chí Minh về Khoa học và Công nghệ năm 2005 (Là đồng tác giả Cụm công trình Ghép tạng).
- Nhà giáo Ưu tú năm 2010, Nhà giáo giỏi cấp Bộ Quốc phòng năm 2007, Giảng viên dạy giỏi cấp Học viện Quân y liên tiếp 7 năm học.
- Huân chương Chiến công hạng Nhất (2004); Huân chương Chiến sĩ vẻ vang các hạng Nhất, Nhì, Ba; Chiến sĩ thi đua (1983); và nhiều giải thưởng khoa học khác.
- Ông là đồng tác giả của đề tài khoa học "Cụm công trình ghép tạng" đã được trao Giải thưởng Hồ Chí Minh về Khoa học và Công nghệ năm 2005.

## Gia đình
- Bố đẻ là Lê Thế Trung, Thiếu tướng, Giáo sư, Tiến sĩ khoa học, Anh hùng lực lượng vũ trang nhân dân, Thầy thuốc Nhân dân, nguyên là Giám đốc Học viện Quân y, Viện trưởng Viện Quân y 103, Viện trưởng đầu tiên Viện Quân y 6, Giám đốc sáng lập Viện Bỏng Quốc gia, Chủ tịch danh dự Hội Ghép tạng Việt Nam, Chủ tịch danh dự Hội Bỏng Việt Nam.
- Bố vợ là Đại tá, BS Phan Ngọc Minh hiện là Giám đốc Trung tâm Công nghệ sinh học Đông Nam Á kiêm Giám đốc Công ty Y sinh Hoà Lạc.
- Vợ là Đại tá, Phó Giáo sư, Tiến sĩ, Thầy thuốc ưu tú, Bác sĩ cao cấp Phan Việt Nga hiện là Chủ nhiệm Bộ môn kiêm Chủ nhiệm Khoa Nội thần kinh - Bệnh viện Quân y 103, Học viện Quân y.
- GS Hải có 2 người con trai là Thiếu tá, Tiến sĩ, Bác sĩ Lê Trung Hiếu - Phụ trách Phó Giám đốc Trung tâm Ghép mô và Bộ phận cơ thể người (Trung tâm Ghép tạng) và Khoa Phẫu thuật Gan mật tụy, Viện Phẫu thuật Tiêu hóa, Bệnh viện Trung ương Quân đội 108 kiêm Phó Tổng Thư kí của Hội Gan mật Việt Nam và Hội Phẫu thuật Gan mật tụy Việt Nam. Người con trai thứ 2 là Đại úy, Tiến sĩ, Bác sĩ Lê Trung Đức, Khoa Nội Thần kinh, Bệnh viện Quân y 103, Học viện Quân y. Hai người con dâu của ông cũng đều là bác sĩ.